# Невейго (округ)
Шаблон:StateAbbr_ 43°33′ пн. ш. 85°48′ зх. д. / 43.55° пн. ш. 85.8° зх. д.
Округ Невейґо (англ. Newaygo County) — округ (графство) у штаті Мічиган, США. Ідентифікатор округу 26123.

## Історія
Округ утворений 1851 року.

## Демографія
За даними перепису 
2000 року 
загальне населення округу становило 47874 осіб, зокрема міського населення було 8251, а сільського — 39623.
Серед мешканців округу чоловіків було 23891, а жінок — 23983. В окрузі було 17599 домогосподарств, 12941 родин, які мешкали в 23202 будинках.
Середній розмір родини становив 3,13.
Віковий розподіл населення поданий у таблиці:
| Стать    | До 15 років | 15-21 | 22-29 | 30-39 | 40-49 | 50-65 | 65-85 | Понад 85 |
| -------- | ----------- | ----- | ----- | ----- | ----- | ----- | ----- | -------- |
| Чоловіки | 5944        | 2362  | 1945  | 3368  | 3619  | 3890  | 2543  | 220      |
| Жінки    | 5590        | 2216  | 1894  | 3451  | 3664  | 3816  | 2929  | 423      |

## Суміжні округи
- Лейк — північ
- Осеола — північний схід
- Мекоста — схід
- Монткам — південний схід
- Кент — південь
- Маскігон — південний захід
- Оушеана — захід
- Мейсон — північний захід

## Виноски
1. ↑  US Decennial Census. US Census Bureau. Архів оригіналу за 4 квітня 2018. Процитовано 27 вересня 2014.
2. ↑  Historical Census Browser. University of Virginia Library. Архів оригіналу за 11 серпня 2012. Процитовано 27 вересня 2014.
3. ↑  Population of Counties by Decennial Census: 1900 to 1990. US Census Bureau. Архів оригіналу за 15 листопада 2018. Процитовано 27 вересня 2014.
4. ↑  Census 2000 PHC-T-4. Ranking Tables for Counties: 1990 and 2000 (PDF). US Census Bureau. Архів оригіналу (PDF) за 18 грудня 2014. Процитовано 27 вересня 2014.
5. ↑  State & County QuickFacts. US Census Bureau. Архів оригіналу за 5 липня 2011. Процитовано 29 серпня 2013.(англ.) Наведено за англійською вікіпедією.
6. ↑  American FactFinder. Бюро перепису населення США. Архів оригіналу за 26 лютого 2012. Процитовано 31 січня 2008.

| США | Це незавершена стаття з географії США. Ви можете допомогти проєкту, виправивши або дописавши її. |